# Честная игра (фильм, 2023)
«Честная игра» (англ. Fair Play) — американский эротический триллер 2023 года, режиссёра Хлои Домон. Главные роли в фильме исполнили Фиби Дайневор, Олден Эренрайх, Эдди Марсан и Рич Соммер.
Премьера фильма состоялась 20 января 2023 года на кинофестивале «Сандэнс», а 29 сентября 2023 года он вышел в прокат в отдельных кинотеатрах, после чего 6 октября  стал доступен на Netflix.

## Сюжет
Эмили и Люк — аналитики инвестиционной компании на Манхэттене. Они скрывают свои отношения, поскольку это является нарушением политики компании. После того, как сотрудника компании увольняют, а Эмили получает повышение, оба удивляются, потому что предполагали, что Люк получит эту работу. Она также узнает от своего начальства, что они недовольны работой Люка и надеются, что он уволится по собственному желанию. Люк не может справиться с этими изменениями и пытается сбалансировать меняющийся баланс сил в их отношениях. Он начинает уничижительно относиться к Эмили, а также применяет к ней физическое насилие.

## В ролях
- Фиби Дайневор — Эмили
- Олден Эренрайх — Люк
- Эдди Марсан — Кэмпбелл
- Рич Соммер — Пол
- Себастьян де Соуза — Рори
- Джеральдин Сомервилль — мать Эмили
- Патрик Фишлер — Роберт Байнс

## Производство и премьера
Фильм был анонсирован в декабре 2021 года, сценаристом и режиссёром выступила Хлоя Домон, а главные роли исполнили Олден Эренрайх и Фиби Дайневор. Производство началось в январе 2022 года в Сербии. В феврале к актёрскому составу присоединились Себастьян де Соуза, Эдди Марсан и Рич Соммер.
Премьера фильма состоялась 20 января 2023 года на кинофестивале «Сандэнс», а 29 сентября   он вышел в ограниченный прокат, после чего 6 октября   стал доступен на Netflix. Компания приобрела права на прокат фильма после аукциона между полдюжиной компаний, включая Searchlight Pictures и Neon, за 20 миллионов долларов. Международная премьера фильма состоялась на 48-м Международном кинофестивале в Торонто 11 сентября 2023 года.

## Восприятие
На сайте Rotten Tomatoes фильм имеет рейтинг 85 % основанный на 137 отзывах, со средней оценкой 7.4/10.
В своей рецензии для Variety Оуэн Глейберман похвалил сценарий и режиссуру Домон, а также игру актёров, написав, что «„Честная игра“, полная секса, денег, корпоративного предательства и многих других вещей, за которыми интересно наблюдать, на самом деле это хороший маленький фильм». Кевин Махер из «Таймс» дал фильму 4 балла из 5, написав: «Есть что-то бодряще современное, но в то же время намеренно старомодное в этом триллере, действие которого происходит в амбициозном мире высоких финансов Манхэттена».